# الجيش الغربي الأول
الجيش الغربي الأول أنشئ في عام 1810 كجزء من إعادة تنظيم الجيش الإمبراطوري الروسي، وكان هدفه الدفاع عن الجزء الشمالي الغربي من الامبراطورية من الغزو المتوقع من قبل نابليون.
عين القائد العام للقوات المسلحة للجيش الأول يوم 19 مارس (أبريل 2) 1812 وهو باركلاي دي تولي. ومع ذلك، بعد وصوله في 14 (26) أبريل 1812 إلى فيلنو في المقر العام للجيش الغربي الأول، أصبح الإمبراطور الكسندر قانونيا وفعليا القائد العام للقوات، منذ § 18 "لإدارة المنشآت الكبيرة يتصرف الجيش "، لان وجود الإمبراطور يمثل سلطة القيادة الرئيسية للجيش، إلا عندما يحدد قبل النظام، والقائم بأعمال القائد العام هو موجه للاحتفاظ بالسلطة كاملة ". لم يكن هناك أمر من هذا القبيل، لذلك، كان الإمبراطور يقبل لنفسه قيادة الجيش. في 7 (19) تموز / يوليو 1812 قام الإمبراطور بترك الجيش الميداني، وأصبح باركلاي دي تولي مرة أخرى القائد العام.
- القائد العام للقوات: الإمبراطور ألكسندر الأول
- القائد: قائد المشاة من باركلاي دي تولي
- رئيس هيئة الأركان: اللفتنانت لافروف
- التموين: اللواء موخين
- العمل العام: القائد العقيد كيخين
- قائد المدفعية: اللواء كوتايسوف
- رئيس المهندسين: اللفتنانت خ.تروزون
  - الفيلق الأول للمشاة: اللفتنانت ب.ويتغينشتاين
  - الفيلق الثاني للمشاة: اللفتنانت باغوفوت
  - الفيلق الثالث للمشاة: اللفتنانت توشكوف الأول
  - الفيلق الرابع للمشاة: اللفتنانت شوفالوف
  - الفيلق الخامس للحرس الاحتايطي: قسطنطين باولوبج
  - الفيلق السادس للمشاة: دوختوروف
  - سلاح الفرسان الأول: القائد اوفاروف
  - سلاح الفرسان الثاني: البارون كورف
  - سلاح الفرسان الثالث: اللواء بالين الثالث
  - فيلق القوزاق السريع: بلاتوف

إجمالي القوات في هذا الجيش شمل 150 كتيبة و128 سربا و19 فوج قوزاق و590 بندقية.